# فرودگاه ولزبورن ماونتفورد

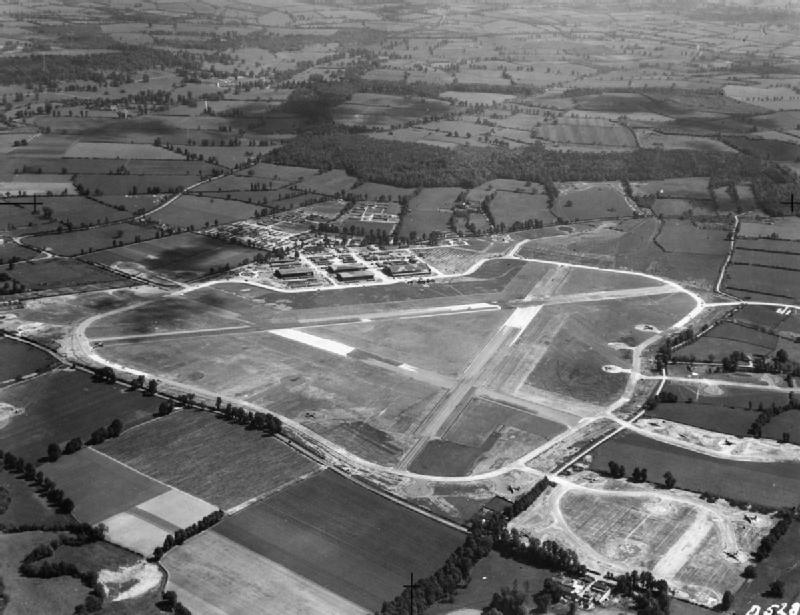
تصویری از شمال-شمال غربی فرودگاه ولزبورن ماونتفورد 1941-1942

فرودگاه ولزبورن ماونتفورد (به انگلیسی: Wellesbourne Mountford Airfield) یک فرودگاه خصوصی است که یک باند فرود آسفالت دارد و طول باند آن ۵۸۷ متر است. این فرودگاه در کشور انگلستان قرار دارد و در ارتفاع ۴۸ متری از سطح دریا واقع شده است.